# Hinterland (Album)
Hinterland ist das dritte Studioalbum des deutschen Rappers und Sängers Casper. Es erschien am 27. September 2013. Am 11. Oktober stieg es auf dem ersten Platz in die deutschen und die österreichischen Albumcharts ein.

## Hintergrund
Im Jahr 2011 veröffentlichte Casper sein Nummer-eins-Album XOXO. Nach dem Festivalsommer 2012 ging er mit Markus Ganter und zwei Musikern aus seiner Liveband, Jan Korbach und Konrad Betcher, nach Calonge, um dort erste Entwürfe des Albums zu entwerfen.
Im November 2012 sprach er bereits in einem Interview von der Ausrichtung des Albums:

„Wir arbeiten an einer neuen Platte und die wird so ein bisschen weltmusikig, kann man schon fast sagen. So eine Mischung aus Kanye West x Nick Cave x Tom Waits x Sizarr x Animal Collective. Es wird großartig!“

Im Januar 2013 fügt er hinzu:

„Marschrichtung ist: es wird weder ein neues Hin zur Sonne, noch ein zweites XOXO. Ich sehe persönlich einfach keinen Sinn darin, mich zu wiederholen.“

Ursprünglich, so verriet Casper, sollte das Album den Titel Uckermark tragen. Als Veröffentlichungsdatum gab er zunächst Mitte des Jahres 2013 an, sagte aber auch zugleich:

„Ich hab keine Lust, etwas Halbgares in die Welt zu setzen, nur weil’s vom Release-Zeitpunkt (her) ideal wäre. Vor allem aber bin ich mir des Drucks bewusst, der auf der ganzen Sache lastet. Vor einigen Monaten noch selbstsicher in die Welt geraunt, dass diese Produktion ein Spaziergang wird, lachen wir grad alle weinenden Auges über diese Aussagen. Es ist wirklich schwer. Vor allem die berühmten Casper’schen Schreibblockaden wieder in full effect … aber die Musik, an der wird geschraubt wie irre und ich freue mich beinahe täglich wie ein kleines Kind über das, was schon steht!“

Am 3. Juli 2013 veröffentlichte der Rapper auf seiner Homepage einen Countdown. Dieser fiel auf das Ende des Auftrittes von Casper auf dem Splash. Mit Ende des Auftrittes wurde der erste Trailer des neuen Albums veröffentlicht.
Die am 2. August 2013 veröffentlichte erste Single-Auskopplung Im Ascheregen, die Platz 4 der deutschen, Platz 15 der österreichischen und Platz 42 der Schweizer Charts erreichte, enthält das Textzitat „Ein Drittel Heizöl, zwei Drittel Benzin“, das ursprünglich aus dem Slime-Lied Bullenschweine stammt, dasselbe Zitat wurde jedoch 2005 bereits in Kettcars Lied 48 Stunden verwendet. Die deutschsprachige Ausgabe der Zeitschrift Rolling Stone bewertete das Lied als „recht öde“ und „eher langweilig“. Im am 5. September 2013 veröffentlichten Musikvideo der zweiten Single-Auskopplung Hinterland sowie im sich thematisch anschließenden Video zu Alles endet (aber nie die Musik) spielt die Germany’s-Next-Topmodel-Teilnehmerin des Jahres 2012, Lisa Volz, die damalige Freundin von Casper. Sie ist auch in den Musikvideos zu den Liedern Jambalaya, Alles endet (aber nie die Musik), Ariel und Im Ascheregen zu sehen und ziert das Cover des Albums. Laut Dan von Radio Jam FM erinnert das Musikvideo zum Lied Im Ascheregen in seiner Machart mit „langem Intro“ „Landschaftsaufnahmen, Charakteren in Kunstsituationen“ und „dazwischen der Rapper, der wild mit den Armen fuchtelt“ an das zu Macklemores Lied Can’t Hold Us aus dem Jahr 2011. Die am 6. September 2013 veröffentlichte Single Hinterland erreichte Platz 11 der deutschen, Platz 18 der österreichischen und Platz 51 der Schweizer Charts.

## Titelliste
1. Im Ascheregen – 4:59
2. Hinterland – 3:55
3. Alles endet (aber nie die Musik) – 3:52
4. Nach der Demo ging’s bergab! – 3:26
5. 20qm – 4:28
6. Lux Lisbon (feat. Tom Smith) – 3:53
7. Ariel – 3:07
8. Ganz schön okay (feat. Felix Brummer und Karl Schumann) – 4:09
9. La rue morgue – 4:23
10. Jambalaya – 3:33
11. Endlich angekommen – 6:21

## Gastmusiker
Beim Song Lux Lisbon wird Casper von Tom Smith, Frontmann der britischen Band Editors unterstützt. Den Titel Ganz schön okay singt er zusammen mit Felix Brummer und Karl Schumann von Kraftklub.

## Kritik
Spiegel-Autor Andreas Borcholte findet das Album intelligent, poetisch, schwermütig, erdschwer. Außerdem schürfte deutschsprachiger HipHop nie zuvor so nah am deutschen Grundgefühl.
Dasding bezeichnet Hinterland als ein Album, bei dem Harte Beats und klassische Hip Hop-Tracks eigentlich fehlen, aber dennoch vorhanden sind. Zudem klängen die Songs streckenweise sehr amerikanisch-folkig und melancholisch.
Die Leser der deutschen Musikzeitschrift Visions wählten das Album auf Platz 3 der Jahresbestenliste 2013.